# Qu (digramme)
Cette page contient des caractères spéciaux ou non latins. S’ils s’affichent mal (▯, ?, etc.), consultez la page d’aide Unicode.
Pour les articles homonymes, voir QU.
Qu (minuscule qu) est un digramme de l'alphabet latin composé d'un Q et d'un U. 

## Linguistique
- En français, en portugais et en espagnol, le digramme « qu » représente généralement une consonne occlusive vélaire sourde ([k] dans l’API).

## Représentation informatique
Comme la majorité des digrammes, il n'existe aucun encodage du Qu'sous la forme d'un seul signe. Il est toujours réalisé en accolant les lettres Q et U.